# هویسکاچی (مارکاپاتا-اوکونگات)
هویسکاچی (به اسپانیایی: Huiscachani) یک کوه در پرو است که در Peru, Cusco Region, Quispicanchi Province, Marcapata District, Ocongate District واقع شده‌است. هویسکاچی ۶٬۰۰۰ متر بالاتر از سطح دریا واقع شده‌است.